# جان آبراهام
جان آبراهام (به انگلیسی: John Abraham؛ زادهٔ ۱۷ دسامبر ۱۹۷۲) بازیگر و تهیه‌کننده هندی است که در (سینمای بالیوود) فعالیت می‌کند. او که به خاطر ایفای نقش‌های قهرمانانه و خونسرد در فیلم‌های اکشن شهرت دارد، برنده یک( جایزه ملی فیلم) هند و نامزد چهار جایزه فیلم‌فیر شده است. از سال ۲۰۱۷، نام او به‌طور مداوم در فهرست ۱۰۰ چهرهٔ تأثیرگذار فوربز هند دیده شده است. آبراهام همچنین بارها به‌عنوان یکی از جذاب‌ترین مردان جهان معرفی شده و در سال ۲۰۰۸، نشریهٔ «ایسترن‌آی» او را «جذاب‌ترین مرد آسیایی» نامید.
آبراهام پس از درخشش در حرفه مدلینگ، با بازی در فیلم عاشقانه و هیجانی جسم در سال ۲۰۰۳ پا به عرصه بازیگری گذاشت، این فیلم موفقیتی غیرمنتظره برای وی به ارمغان آورد. او با نقش‌آفرینی در فیلم اکشن موج و کمدی‌های محبوبی چون گرام ماسالا، تاکسی شماره ۹۲۱۱ و دوستانه به شهرت رسید. همچنین حضور او در درام‌های تحسین‌شده‌ای مانند آب، کابل اکسپرس و نیویورک که همکاری موفقی بین سینمای هند و بریتانیا بود، جایگاهش را به عنوان یک بازیگر توانمند تثبیت کرد. آبراهام در ادامه با بازی در فیلم‌های اکشن مشت، اتم: داستان پوکران، حقیقت تنها پیروزی است، خانه بتلا و پاتان به اوج موفقیت تجاری رسید. پاتان تا به امروز پرفروش‌ترین فیلم او محسوب می‌شود.
آبراهام همچنین با تأسیس شرکت تهیه‌کنندگی خود با نام «جی. ای. انترتینمنت»، وارد عرصه تهیه‌کنندگی شد و با فیلم ویکی اهداکننده در سال ۲۰۱۳ جایزه ملی بهترین فیلم سرگرم‌کننده سال را ازآن خود کرد، موفقیت این فیلم او را به تمرکز بیشتر بر تهیه‌کنندگی سوق داد و حتی داستان فیلم حمله را نیز به نگارش درآورد. فراتر از دنیای سینما، آبراهام یکی از مالکان تیم فوتبال (نورث‌ایست یونایتد در سوپرلیگ هند) است. او همچنین به عنوان یک گیاهخوار و حامی سرسخت حقوق حیوانات شناخته می‌شود.

## اوایل زندگی و تحصیلات
جان آبراهام در ۱۷ دسامبر ۱۹۷۲ در بمبئی، مهاراشترا، در خانواده‌ای با تنوع فرهنگی و مذهبی چشمگیر زاده شد. پدرش «آبراهام جان» یک مسیحی سوری مالایالی از کرالا، و مادرش «فیروزه ایرانی» یک پارسی زرتشتی با خویشاوندان بسیار در ایران است. نام زرتشتی او «فرهان» است، اما با نام «جان» که برگرفته از نام خانوادگی پدرش است غسل تعمید یافت. او همچنین یک برادر کوچکتر به نام «آلان» دارد.
آبراهام خود را فردی معنوی توصیف می‌کند اما به هیچ دین و مذهب خاصی پایبند و معتقد نیست. او در بمبئی رشد یافت و تحصیلات ابتدایی خود را در مدرسه اسکاتلندی بمبئی گذراند. سپس در کالج جای هیند دانشگاه بمبئی به تحصیل ادامه داد و مدرک کارشناسی ارشد مدیریت بازرگانی (MBA) را از مؤسسه نارسی مونجی مدیریت (NMIMS) در بمبئی دریافت کرد.

## زندگی شخصی

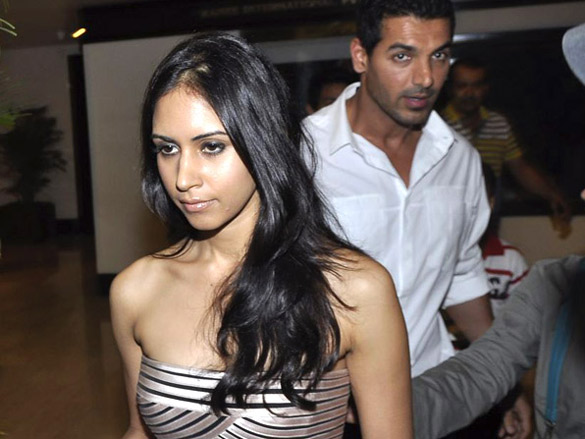
جان آبراهام به همراه همسرش «پریا رانچال» - ۲۰۱۲

جان آبراهام در سال ۲۰۰۲، هنگام فیلمبرداری جسم، رابطه‌ای عاشقانه با بیپاشا باسو، هم‌بازی خود آغاز کرد. جان و بیپاشا در آن دوران از سوی رسانه‌های هندی به عنوان زوجی برجسته و پرآوازه شناخته می‌شدند. آبراهام زمانی اظهار داشت: «من همواره زندگی شخصی‌ام را از دید عموم پنهان نگه داشته‌ام و قصد دارم این سکوت باوقار را حفظ کنم. این ارزشی است که از تربیت خانوادگی‌ام آموخته‌ام و ترجیح می‌دهم امور خصوصی‌ام در حد گمانه‌زنی باقی بماند.»، این رابطه پس از ۸ سال پایان یافت.
پس از جدایی از بیپاشا، او  با پریا رانچال، تحلیلگر مالی و بانکدار سرمایه‌گذاری هندی-آمریکایی که زاده ایالات متحده و اصالتاً از مک‌لئود گنج است، آشنا شد. آشنایی آن‌ها در دسامبر ۲۰۱۰ در بمبئی و از سوی دوستان مشترک‌شان شکل گرفت، آن‌ها در ۳ ژانویه ۲۰۱۴ پیوند زناشویی بستند. رانچال همچنین ریاست باشگاه فوتبال نورث‌ایست یونایتد اف‌سی را بر عهده دارد.
آبراهام، که الگویی در زمینه تناسب اندام است، از استعمال دخانیات، مصرف الکل و هرگونه مواد مخدر اجتناب می‌ورزد. این سبک زندگی سبب شده است که او غالباً از حضور در مهمانی‌ها و گردهمایی‌های اجتماعی پرهیز کند. او همچنین کلکسیونری پرشور برای موتورسیکلت‌های اسپرت است.

## ایران
جان آبراهام در گفت‌وگو با «پینک‌ویلا» اعلام کرد که به زبان فارسی مسلط است و می‌تواند به این زبان صحبت کند. او همچنین توضیح داد که مادرش «فیروزه ایرانی»، از تبار پارسی و اصالتاً ایرانی است و بیش از ۲۱ نفر از خویشاوندان مادری‌اش در ایران ساکن هستند. آبراهام افزود که قرار بود برای فیلم‌برداری پروژه سینمایی «تهران» به ایران سفر کند، زیرا برخی از صحنه‌ها باید در لوکیشن‌های واقعی تهران ضبط می‌شدند. او قصد داشت مادرش را نیز در این سفر همراه خود ببرد تا با اقوامشان دیدار کنند. بااین‌حال، به دلیل هم‌زمانی فیلم‌برداری با «جنبش ژینا» و «زن، زندگی، آزادی»، تیم تولید تصمیم گرفت فیلم را در کشوری دیگر ضبط کند.

## هالیوود و فعالیت‌های خارج از صحنه
آبراهام در سال ۲۰۱۶ اظهار داشت که از سال ۲۰۰۶ چندین پیشنهاد برای بازی در فیلم‌های هالیوودی را رد کرده است. او به مصاحبه‌کننده‌ای گفت که می‌خواهد بر ساخت فیلم‌های هندی با «استاندارد جهانی» تمرکز کند، اما حضور در فیلم‌های بین‌المللی را در صورت دریافت پیشنهادی جذاب رد نکرد.
جان آبراهام به‌عنوان یکی از برجسته‌ترین و محبوب‌ترین «قهرمانان اکشن» سینمای بالیوود شهرت دارد. وب‌سایت ردیف در تحلیلی اظهار داشت که آبراهام بازیگری است که «با آگاهی کامل از محدودیت‌های خود، به‌واسطه تواضع بی‌تکلف و انتخاب‌های هوشمندانه حرفه‌ای، جایگاه ویژه‌ای کسب کرده است». نشریه فوربس ایندیا خاطرنشان کرد: «آبراهام مسیری غیرمتعارف اما موفق در حرفه خود پیموده است». مجله فیلم‌فیر نیز تأکید کرد: «جذابیت مردانه، اندام ورزیده و حضور پویای جان آبراهام بر پرده سینما با گذشت زمان کماکان درخشان باقی مانده است.» این نشریه او را «جذابیتی پایدار و قابل‌اعتماد در گیشه» توصیف کرد. نشریه وروی نیز آبراهام را «ستاره‌ای صمیمی و بی‌تکلف» خواند و افزود: «جان با بازآفرینی خود، به‌عنوان بازیگری قدرتمندتر در عرصه سینما ظهور کرده است».
در سال ۲۰۰۸، نشریه «ایسترن‌آی» او را «جذاب‌ترین مرد آسیایی» نامید. در همین فهرست، آبراهام در سال ۲۰۱۱ رتبه هفتم و در سال ۲۰۱۲ رتبه هشتم را کسب کرد. Iو در فهرست «۵۰ مرد جذاب» نشریه تایمز، او در سال ۲۰۱۷ در جایگاه ۲۹ و در سال ۲۰۱۸ در جایگاه ۱۷ قرار گرفت. همچنین، در فهرست «برترین بازیگران بالیوود» وب‌سایت ردیف، آبراهام در سال ۲۰۰۶ رتبه یازدهم را به خود اختصاص داد.
  

او در سال ۲۰۱۷ نیز برای نخستین‌بار در فهرست ۱۰۰ سلبریتی برتر فوربس ایندیا قرار گرفت و با درآمد سالانه ۱۴۱٫۳ میلیون روپیه (۱٫۶ میلیون دلار) در رتبه ۵۲ ایستاد. در سال ۲۰۱۸ با درآمد سالانه ۱۹۳ میلیون روپیه (۲٫۳ میلیون دلار) به رتبه ۴۲ صعود کرد و در سال ۲۰۱۹ با درآمد سالانه ۲۸۵ میلیون روپیه (۳٫۳ میلیون دلار) در جایگاه ۴۶ قرار گرفت.

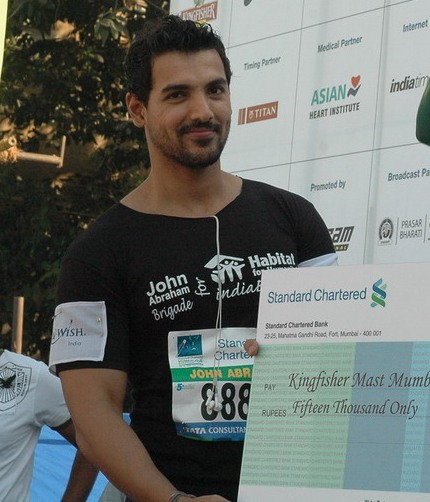
جان آبراهام در بمبئی

آبراهام همچنین تعهد فعالی به فعالیت‌های خیریه دارد و با سازمان یونایتد وی در دنور، ایالات متحده، همکاری می‌کند. در ژانویه ۲۰۰۹، او ماراتن بمبئی، رویدادی سالانه برای حمایت از این سازمان، را افتتاح کرد. هرچند خود در ماراتن شرکت نکرد، با حضور در خط شروع و تشویق شرکت‌کنندگان، روحیه آن‌ها را تقویت کرد. آبراهام، که علاقه وافری به حیوانات دارد، از حامیان فعال سازمان‌های پتا و هبیتات فور هیومنیتی است. در آوریل ۲۰۱۳، او از طرف پتا نامه‌ای به جایانتی ناتاراجان، وزیر محیط‌زیست و جنگل‌ها، نگاشت و خواستار ممنوعیت استفاده از حیوانات در سیرک‌های سراسر هند شد. او همچنین به‌عنوان حامی برجسته کمیساریای عالی پناهندگان سازمان ملل (UNHCR) در هند فعالیت می‌کند و از حقوق پناهندگان در این کشور دفاع می‌نماید. بر اساس اطلاعات وب‌سایت رسمی‌اش، آبراهام مبلغ ۱ میلیون روپیه (۱۲٬۰۰۰ دلار) به بیمارستان و مرکز تحقیقات لیلاواتی در بمبئی اهدا کرده است. او همچنین مالک برند مد JA Clothes است که با تمرکز بر شلوار جین، لباس موردعلاقه او، به فعالیت می‌پردازد.

## حرفه بازیگری
مدلینگ و آغاز بازیگری (۱۹۹۹–۲۰۰۳)
جان آبراهام حرفه مدلینگ خود را با حضور در موزیک‌ویدئوی آهنگ «جهانجار» از هانس راج هانس و «سورما» از خواننده پنجابی جازی بی آغاز کرد. او سپس به شرکت رسانه‌ای «تایم اند اسپیس مدیا اینترتینمنت پروموشن لیمیتد» پیوست که به دلیل مشکلات مالی تعطیل شد. پس از آن، به‌عنوان برنامه‌ریز رسانه‌ای در شرکت «انترپرایزز-نکسوس» مشغول به کار شد. در سال ۱۹۹۹، آبراهام در مسابقه «گلدرگز من‌هانت» برنده شد و برای رقابت بین‌المللی «من‌هانت» به فیلیپین رفت، جایی که مقام دوم را کسب کرد. او سپس در هنگ‌کنگ، لندن و نیویورک به مدلینگ پرداخت و در تبلیغات تجاری و موزیک‌ویدئوهای خوانندگانی چون پنکاج اوداس، هانس راج هانس و بابول سوپریو حضور یافت. برای تقویت مهارت‌های بازیگری، آبراهام در مؤسسه بازیگری کیشور نامیک کاپور دوره‌ای را گذراند و همزمان به فعالیت‌های مدلینگ ادامه داد. 
آبراهام که پیش از ورود به سینما به‌عنوان «برترین مدل هند» شناخته می‌شد، در سال ۲۰۰۳ با فیلم هیجانی و عاشقانه «جسم» وارد عرصه بازیگری شد. این فیلم، به گزارش باکس آفیس هند، با فروش ۱۳۲٬۵۰۰٬۰۰۰ روپیه «موفق» ارزیابی شد. او در این فیلم نقش کبیر لال، وکیلی فقیر، الکلی و سرکش را ایفا کرد که عاشق سونیا خانا (با بازی بیپاشا باسو)، همسر یک میلیونر مسافر می‌شود و با او برای قتل همسرش هم‌دست می‌شود. فیلم نقدهای متفاوتی دریافت کرد، اما عمدتاً مثبت بود. تاران آدارش از رسانه‌ی «بالیوود هونگاما» اظهار داشت: «سوپرمردل جان آبراهام اولین نقش خود را با اعتمادبه‌نفس ایفا می‌کند. او فراتر از ظاهرش عمل کرده و با بازی خود به‌ویژه در نیمه دوم فیلم، تأثیری قوی می‌گذارد. ظاهر جذاب و فیزیک عالی او به شخصیتش عمق بیشتری بخشیده است».
در همان سال، آبراهام در فیلم عاشقانه و ماوراءالطبیعه «سایه» به کارگردانی انوراگ باسو، در کنار تارا شارما و ماهیما چودری ایفای نقش کرد. این فیلم نقدهای متفاوت تا منفی دریافت کرد و در گیشه عملکرد ضعیفی داشت. تاران آدارش نوشت: «سایه کاملاً متعلق به جان است! او در نقشی بسیار دشوار، مانند یک بازیگر کهنه‌کار عمل می‌کند و اجرایی ارائه می‌دهد که احتمالاً نامزدی در جوایز را برایش به همراه خواهد داشت. پیشرفت او به‌عنوان بازیگر فوق‌العاده است!».
در سال ۲۰۰۳، آبراهام در اولین فیلم کارگردانی‌شده توسط پوجا بهات، «گناه»، در کنار اودیتا گوسوامی ظاهر شد. او نقش شیون، افسر پلیسی را بازی کرد که عاشق کایا، دختری بودایی می‌شود. این فیلم در گیشه عملکرد ضعیفی داشت، نقدهای متفاوتی دریافت کرد و در جشنواره فیلم کارا نیز به نمایش درآمد. در همان سال، او در فیلم «خط ممنوع سرنوشت» به کارگردانی احمد خان، در کنار نوحید سیروسی و ستارگانی چون سانی دئول، سونیل شتی و سهیل خان بازی کرد که این فیلم نیز در گیشه موفق نبود.
موفقیت و پیشرفت (۲۰۰۴–۲۰۰۹)
در سال ۲۰۰۴، آبراهام نقش کبیر، آنتاگونیست اصلی فیلم اکشن «موج» به کارگردانی سانجای گادوی و تولید یاش راج فیلمز را ایفا کرد. این فیلم که با بازی ابهیشک باچان، اودای چوپرا، اشا دئول و ریمی سن همراه بود، سومین فیلم پرفروش سال شد و برای آبراهام نامزدی جایزه فیلم‌فیر برای بهترین بازیگر نقش منفی را به ارمغان آورد.
در سال ۲۰۰۵، او در فیلم‌های اکشن «اعلان» و «کرم» بازی کرد و سپس در فیلم ترسناک «زمان عذاب» و کمدی «گرم مصالا» ظاهر شد که در گیشه موفق بودند. در همان سال، او در فیلم «آب» به کارگردانی فیلم‌ساز مستقل کانادایی دیپا مهتا نقش‌آفرینی کرد که سرنوشت تراژیک بیوه‌های هندو در هند بریتانیایی دهه ۱۹۳۰ را به تصویر می‌کشید. این فیلم در سطح بین‌المللی محبوبیت یافت و نامزد جایزه اسکار بهترین فیلم غیرانگلیسی‌زبان در مراسم اسکار ۲۰۰۶ شد. آبراهام همراه با گروه سازنده در این مراسم حضور یافت، اما فیلم به «زندگی دیگران» از آلمان باخت.
در تابستان ۲۰۰۶، آبراهام در کنسرت «راک‌استارز» در کنار بازیگران بالیوودی چون سلمان خان، زاید خان، کارینا کاپور، اشا دئول، شاهد کاپور و مالیکا شراوت اجرا کرد. در همان سال، او در فیلم‌های «زنده»، «تاکسی شماره ۹۲۱۱»، «بابول» و «کابل اکسپرس» بازی کرد. از این میان، «تاکسی شماره ۹۲۱۱» و «کابل اکسپرس» موفقیت قابل‌توجهی کسب کردند. بازی آبراهام در «تاکسی شماره ۹۲۱۱» مورد تحسین منتقدان قرار گرفت که معتقد بودند اجراهای او با هر فیلم در حال بلوغ است. فیلم او در سال ۲۰۰۷، «سلام‌عشق» به کارگردانی نیکیل آدوانی با وجود عدم موفقیت در گیشه هند، اما در بازارهای بین‌المللی عملکرد خوبی را به همراه داشت. او در همان سال، در دو فیلم «سیگار کشیدن ممنوع» و فیلم ورزشی «گل» نیز به ایفای نقش پرداخت.
در سال ۲۰۰۸، آبراهام در کنار ابهیشک باچان و پریانکا چوپرا در فیلم «دوستانه» بازی کرد که تنها فیلم او در آن سال بود. این فیلم که توسط دارما پروداکشنز تولید شده بود، با درآمد جهانی بیش از ۸۶۰ میلیون روپیه (۱۰ میلیون دلار) به موفقیت مالی دست یافت. تنها فیلم او در سال ۲۰۰۹، «نیویورک» از یاش راج فیلمز بود که با بازی کاترینا کایف و نیل نیتین موکش، داستان زندگی سه دوست را روایت می‌کرد که یکی از آن‌ها پس از حملات ۱۱ سپتامبر به اشتباه بازداشت می‌شود. این فیلم در گیشه موفق بود و نقدهای مثبتی دریافت کرد.
کمدی‌ها و تمرکز بر فیلم‌های اکشن (۲۰۱۰–۲۰۱۹)
در سال ۲۰۱۰، آبراهام در فیلم‌های «آشیانه» و «دروغ‌های واقعی» حضور یافت و سپس در فیلم‌های «اجبار» (۲۰۱۱)، «پسران هندی» (۲۰۱۱) و «خانه شلوغ ۲» (۲۰۱۲) به ایفای نقش پرداخت. «اجبار» در هند ۳۴۷٫۲ میلیون روپیه (۴٫۱ میلیون دلار) فروش داشت و توسط باکس آفیس هند «بالاتر از متوسط» ارزیابی شد. «خانه شلوغ» در هند ۱٬۱۴۰ میلیون روپیه (۱۳ میلیون دلار) فروش کرد. اولین فیلم او در سال ۲۰۱۳، «مسابقه ۲»، یک تریلر اکشن چندستاره‌ای و دنباله‌ای بر «ریس» (۲۰۰۸) بود. این فیلم عمدتاً نقدهای منفی دریافت کرد، اما با فروش موفق ۱٫۶۲ میلیارد روپیه (۱۹ میلیون دلار) به کار خود پایان داد. کمدی رمانتیک بلوغ «من، خودم و من» در گیشه عملکرد ضعیفی داشت و نقدهای نامطلوبی دریافت کرد. فیلم بعدی او، «تیراندازی در وادالا»، که در آن نقش گانگستر مانیا سوروه را ایفا کرد، نقدهای متفاوتی تا مثبت دریافت کرد و از نظر تجاری عملکرد متوسطی داشت. سپس فیلم «کافه مدرس»، که دومین تجربه او به‌عنوان تهیه‌کننده نیز بود، تحسین گسترده منتقدان را برانگیخت. فیلم بعدی او، «خوش برگشتید»، در گیشه موفق بود و ۱۶۸٫۷۶ کرور روپیه (۲۰ میلیون دلار) در سراسر جهان فروش کرد.

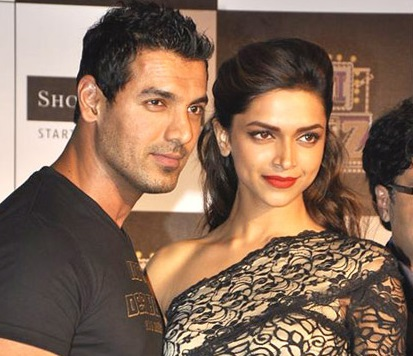
جان آبراهام در کنار دیپیکا پادوکونه در اکران فیلم «پسران هندی» - ۲۰۱۱

در سال ۲۰۱۶، اولین فیلم آبراهام، «راکی خوش‌تیپ»، در گیشه عملکرد متوسطی داشت. دومین فیلم او در این سال، «مشت»، با وجود نقدهای متغیر تا منفی، در گیشه موفق بود و بیش از ۱٫۲ میلیارد روپیه (۱۴ میلیون دلار) در سراسر جهان فروش کرد. فیلم بعدی او در همان سال، «اجبار ۲»، دنباله‌ای بر فیلم «اجبار» (۲۰۱۱) بود. این فیلم بالاترین افتتاحیه را برای آبراهام به ثبت رساند و با نقدهای متغیر تا مثبت اکران شد. بازی آبراهام مورد تحسین مخاطبان و منتقدان قرار گرفت. فیلم‌های بعدی او در سال ۲۰۱۸، فیلم‌های اکشن «اتم: داستان پوکران» با بازی دیانا پنتی و بومان ایرانی و «حقیقت تنها پیروزی است» با بازی مانوج باجپایی و عایشا شارما، خواهر کوچکتر نهه شارما، بودند. «حقیقت تنها پیروزی است» از نظر تجاری موفق بود و ۱٫۰۸ میلیارد روپیه در سراسر جهان فروش کرد. در سال ۲۰۱۹، او در تریلر اکشن «رومئو اکبر والتر» بازی کرد و در فیلم «خانه بتلا» به کارگردانی نیکیل آدوانی، نقش معاون کمیسر پلیس سانجیو کومار یاداو، همسر مورنال تاکور، را ایفا کرد که بر اساس پرونده برخورد خانه بتلا در سال ۲۰۰۸ ساخته شده بود. این فیلم با فروش بیش از ۱٫۱۱ میلیارد روپیه (۱۳ میلیون دلار) در سراسر جهان، یک موفقیت تجاری بود.
در سال ۲۰۱۸، او فیلم مراتی «ساویتا دامودر پارنجپه» را تهیه کرد. در سال ۲۰۲۲، چهارمین پروژه او، فیلم مالایالامی «مایک» بود.
پاتان (۲۰۲۰–تاکنون)

در سال ۲۰۲۱، آبراهام در فیلم‌های «حماسه بمبئی» و «حقیقت تنها پیروزی است ۲» حضور یافت. او همچنین در فیلم تولیدی خود، «نوه ‌بزرگ سردار»، که با بازی آرجون کاپور و آدیتی رائو حیدری در نتفلیکس پخش شد نقش کوتاهی ایفا کرد. او فیلمنامه، تهیه‌کنندگی و بازی در فیلم اکشن علمی-تخیلی «حمله: قسمت ۱» (۲۰۲۲) را بر عهده داشت که در آن با راکول پریت سینگ و ژاکلین فرناندز هم‌بازی بود. این فیلم در آوریل ۲۰۲۲ در سینماها اکران شد و نقدهای متفاوتی دریافت کرد؛ منتقدان سکانس‌های اکشن را تحسین کردند اما از فیلمنامه انتقاد داشتند. تاران آدارش از «بالیوود هونگاما»نوشت: «حمله: بخش اول به دلیل مفهوم نو، اکشن، جلوه‌های ویژه و بازی درجه یک جان آبراهام موفق است». این فیلم در هند ۱۹٫۲۰ کرور روپیه و در خارج ۳٫۵۰ کرور روپیه فروش کرد.

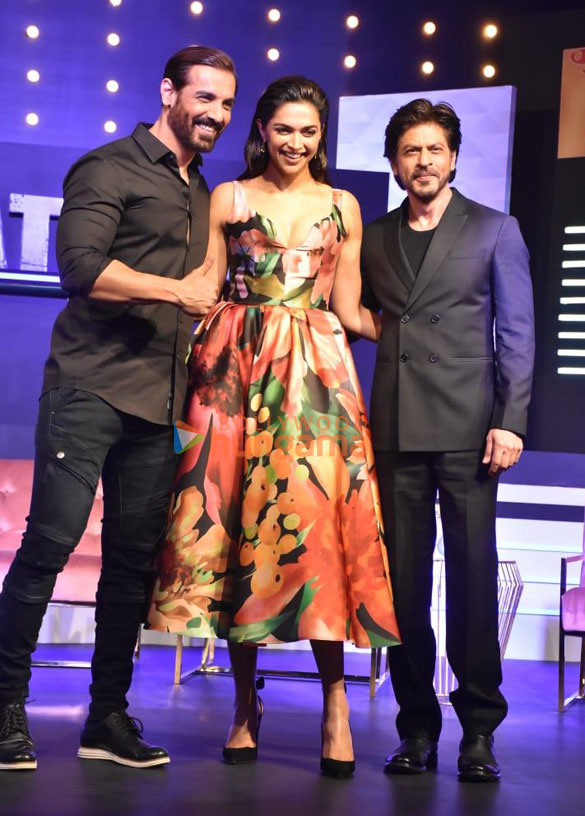
جان آبراهام به همراه دیپیکا پادوکونه و شاهرخ‌خان در اکران پاتان - ۲۰۲۳

در دومین فیلم او در سال ۲۰۲۲، او در نقش بهایراو پوروهیت در تریلر روان‌شناختی «بازگشت یک شرور» به کارگردانی موهیت سوری، در کنار دیشا پاتانی، آرجون کاپور و تارا سوتاریا بازی کرد. این فیلم در ژوئیه ۲۰۲۲ در سینماها اکران شد و نقدهای متفاوتی دریافت کرد. سوکانیا ورما از ردیف نوشت: «اک ویلن بازمی‌گردد برای جلب توجه به محبوبیت آهنگ گلیان وابسته است». این فیلم در هند ۴۹٫۶۳ کرور روپیه و در خارج ۱۹٫۰۱ کرور روپیه فروش کرد. در نوامبر ۲۰۲۲، او همراه با بوشان کومار و کریشان کومار، فیلم کمدی رمانتیک «تارا در برابر بیلال» را با بازی هارشواردان رانه و سونیا راتی تهیه کرد.
اولین فیلم او در سال ۲۰۲۳، تریلر اکشن عامه‌پسند «پاتان» به کارگردانی سیدهارت آناند و تولید یاش راج فیلمز بود که در آن با شاهرخ خان و دیپیکا پادوکونه هم‌بازی بود. این فیلم، چهارمین بخش از دنیای جاسوسی یاش راج است. فیلمبرداری اصلی «پاتان» از نوامبر ۲۰۲۰ آغاز شد و در مکان‌های مختلفی انجام گرفت. «پاتان» در ۲۵ ژانویه ۲۰۲۳، همزمان با روز جمهوری هند، اکران شد، نقدهای مثبتی دریافت کرد و چندین رکورد گیشه را شکست، از جمله بزرگ‌ترین روز افتتاحیه و آخر هفته افتتاحیه برای یک فیلم بالیوودی. بازی آبراهام بسیار تحسین شد و منتقدان او را یکی از برجسته‌ترین نقاط قوت فیلم دانستند. تاران آدارش از «بالیوود هونگاما« این فیلم را «سرگرم‌کننده‌ای کامل، پر از اکشن، احساسات، میهن‌پرستی، طنز، هیجان توصیف کرد. «پاتان» با فروش جهانی ۱٬۰۵۰ کرور روپیه (۱۲۰ میلیون دلار) به کار خود پایان داد.
«ودا» (۲۰۲۴)، یک تریلر اکشن-جنایی به کارگردانی نیکیل آدوانی است که در آن جان آبراهام نقش افسری سوگوار را ایفا می‌کند که از مبارزه یک زن جوان دالیت برای کرامت حمایت می‌کند و اکشن شدید را با پیامی اجتماعی تأثیرگذار ترکیب می‌کند. فیلم‌های نیم سال اول آبراهام در سال ۲۰۲۵ نیز شامل «تهران» به کارگردانی آرون گوپالان و تهیه‌کنندگی دینش ویجان و «دیپلمات» است 

## فیلم‌شناسی
| سال  | عنوان                   | نقش                                                        | توضیحات                                                               |
| ---- | ----------------------- | ---------------------------------------------------------- | --------------------------------------------------------------------- |
| ۲۰۰۳ | جسم                     | کبیر لال                                                   |                                                                       |
| ۲۰۰۳ | سایه                    | آکاش باتناگار                                              |                                                                       |
| ۲۰۰۳ | گناه                    | شیون ورما                                                  |                                                                       |
| ۲۰۰۴ | اعتماد                  | آرین تریفدی                                                |                                                                       |
| ۲۰۰۴ | خط ممنوع سرنوشت         | ساحل میشرا                                                 |                                                                       |
| ۲۰۰۴ | موج                     | کبیر شارما                                                 |                                                                       |
| ۲۰۰۴ | مدهوشی                  | امان جوشی                                                  |                                                                       |
| ۲۰۰۵ | اعلان                   | ابهیمانیو سینگ                                             |                                                                       |
| ۲۰۰۵ | کرم                     | جان وارگاس                                                 |                                                                       |
| ۲۰۰۵ | زمان عذاب               | کریش تاپار                                                 |                                                                       |
| ۲۰۰۵ | تضاد                    | امر پاتواردان                                              |                                                                       |
| ۲۰۰۵ | آب                      | نارایان دوت                                                |                                                                       |
| ۲۰۰۵ | گرم ماسالا              | شیام "سم" سالگاونکار                                       |                                                                       |
| ۲۰۰۶ | زنده                    | روهیت چوپرا                                                |                                                                       |
| ۲۰۰۶ | تاکسی شماره ۹۲۱۱        | جای میتال                                                  |                                                                       |
| ۲۰۰۶ | هرگز نگو خداحافظ        | دی‌جی                                                       | نقش کوتاه                                                             |
| ۲۰۰۶ | بابول                   | راجات ورما                                                 |                                                                       |
| ۲۰۰۶ | کابل اکسپرس             | سوهیل خان                                                  |                                                                       |
| ۲۰۰۷ | سلام عشق                | آشوتوش راینا                                               |                                                                       |
| ۲۰۰۷ | سیگار کشیدن ممنوع       | کی                                                         |                                                                       |
| ۲۰۰۷ | گل                      | سانی باسین                                                 |                                                                       |
| ۲۰۰۸ | دوستانه                 | کونال چوهان                                                |                                                                       |
| ۲۰۰۹ | نیویورک                 | سمیر "سم" شیخ                                              |                                                                       |
| ۲۰۱۰ | آشیانه                  | راهول شارما                                                |                                                                       |
| ۲۰۱۰ | دروغ‌های واقعی           | صیدارت آریا (فیداتو)                                       |                                                                       |
| ۲۰۱۱ | ۷ قتل بخشش              | جمشد سینگ راتود (جیمی استتسون)                             |                                                                       |
| ۲۰۱۱ | اجبار                   | یشواردان "یش" سینگ، دستیار کمیسر                           |                                                                       |
| ۲۰۱۱ | پسران هندی              | نیکیل ماتور (نیک)                                          |                                                                       |
| ۲۰۱۲ | خانه شلوغ ۲             | مکس مهرترا                                                 |                                                                       |
| ۲۰۱۲ | ویکی اهداکننده          | خودش                                                       | حضور ویژه در آهنگ "روم ویسکی"؛ همچنین تهیه‌کننده                       |
| ۲۰۱۳ | مسابقه ۲                | آرمان مالیک                                                |                                                                       |
| ۲۰۱۳ | من، خودم و اصلی         | ایشان ساباروال                                             |                                                                       |
| ۲۰۱۳ | تیراندازی در ودالا      | مانیا سورو                                                 |                                                                       |
| ۲۰۱۳ | کافه مدرس               | سرگرد ویکرام سینگ                                          | همچنین تهیه‌کننده                                                      |
| ۲۰۱۵ | خوش برگشتید             | اجی بارسی (اجو بهای)                                       |                                                                       |
| ۲۰۱۵ | احساس                   | ساتام                                                      | نقش کوتاه                                                             |
| ۲۰۱۶ | وزیر                    | اس‌پی ویجی مالیک                                            |                                                                       |
| ۲۰۱۶ | راکی خوش‌تیپ             | کبیر اهلاوات (راکی خوش‌تیپ)                                 | همچنین تهیه‌کننده؛ خواننده پس‌زمینه برای آهنگ "الفاظ کی تارا (آنپلاگد)" |
| ۲۰۱۶ | مشت                     | کبیر شیرگیل                                                |                                                                       |
| ۲۰۱۶ | اجبار ۲                 | یشواردان "یش" سینگ، دستیار کمیسر                           | همچنین تهیه‌کننده                                                      |
| ۲۰۱۸ | پرمانو                  | آشوات راینا                                                |                                                                       |
| ۲۰۱۸ | حقیقت تنها پیروزی است   | ویرندرا "ویر" راتود                                        |                                                                       |
| ۲۰۱۸ | ساویتا دامودار پارنجپه  | —                                                          | تهیه‌کننده؛ فیلم مراتی                                                 |
| ۲۰۱۹ | رومئو اکبر والتر        | رحمت‌الله "رومئو" علی / اکبر مالیک / والتر خان              |                                                                       |
| ۲۰۱۹ | خانه بتلا               | سانجیو کومار یاداو                                         | همچنین تهیه‌کننده                                                      |
| ۲۰۱۹ | دیوونه بازی             | راج کیشور                                                  |                                                                       |
| ۲۰۲۱ | حماسه بمبئی             | آمارتیا رائو نایک                                          |                                                                       |
| ۲۰۲۱ | نوه بزرگ سردار          | گورشیر سینگ                                                | همچنین تهیه‌کننده؛ نقش کوتاه                                           |
| ۲۰۲۱ | حقیقت تنها پیروزی است ۲ | داداساهب بالرام آزاد / ساتیا بالرام آزاد / جای بالرام آزاد |                                                                       |
| ۲۰۲۲ | حمله: قسمت ۱            | سرگرد آرجون شیرگیل                                         | همچنین نویسنده داستان و تهیه‌کننده                                     |
| ۲۰۲۲ | بازگشت یک شرور          | بهاراو پوروهیت                                             |                                                                       |
| ۲۰۲۲ | مایک                    | —                                                          | تهیه‌کننده؛ فیلم مالایالم                                              |
| ۲۰۲۲ | تارا در برابر بیلال     | —                                                          | تهیه‌کننده                                                             |
| ۲۰۲۳ | پاتان                   | جیم                                                        |                                                                       |
| ۲۰۲۴ | آن روزها هم بودند       | راهول سینها                                                | همچنین تهیه‌کننده؛ نقش کوتاه                                           |
| ۲۰۲۴ | ودا                     | سرگرد ابهیمانیو کانوار                                     | همچنین تهیه‌کننده                                                      |
| ۲۰۲۵ | دیپلمات                 | جی‌پی سینگ                                                  |                                                                       |
| ۲۰۲۵ | تهران                   | نامشخص                                                     | همچنین تهیه‌کننده؛ در مرحله پس‌تولید                                    |
| ۲۰۲۵ | طارق                    | نامشخص                                                     | همچنین تهیه‌کننده؛ در مرحله پس‌تولید                                    |

## حضور افتخاری در موزیک ویدیو
| سال  | عنوان                   | اجراکننده                               | زبان   |
| ---- | ----------------------- | --------------------------------------- | ------ |
| ۱۹۹۹ | ماهک                    | پنکاج اودهاس                            | هندی   |
| ۲۰۰۱ | تری جهانجار کیسنه بنایی | هانس راج هانس                           | پنجابی |
| ۲۰۰۲ | حسنا دی سرکار           | جازی بی                                 | پنجابی |
| ۲۰۰۸ | کوی آنای والا های       | استرینگر                                | اردو   |
| ۲۰۱۳ | بتیان (نجات دختربچه‌ها)  | شنکر مهادوان، سونیدهی چوهان، سونو نیگام | هندی   |

## جوایز و نامزدی‌ها
| سال  | اثر نامزدشده       | جایزه                               | نتیجه    |
| ---- | ------------------ | ----------------------------------- | -------- |
| ۲۰۰۴ | جسم                | چهل و نهمین جوایز فیلم‌فیر           | نامزدشده |
| ۲۰۰۴ | جسم                | پنجمین جوایز آی‌اف‌ای                 | پیروز    |
| ۲۰۰۴ | جسم                | جوایز فیلم بالیوود                  | پیروز    |
| ۲۰۰۴ | جسم                | جوایز اسکرین                        | پیروز    |
| ۲۰۰۴ | گناه               | جوایز استارداست                     | پیروز    |
| ۲۰۰۴ | جسم                | جوایز انتخاب بینندگان سانسوی        | نامزدشده |
| ۲۰۰۴ | گناه               | جوایز استارداست                     | نامزدشده |
| ۲۰۰۵ | موج                | پنجاهمین جوایز فیلم‌فیر              | نامزدشده |
| ۲۰۰۵ | موج                | ششمین جوایز آی‌اف‌ای                  | پیروز    |
| ۲۰۰۵ | موج                | هشتمین جوایز زی سین                 | پیروز    |
| ۲۰۰۵ | موج                | جوایز فیلم جهانی هند                | نامزدشده |
| ۲۰۰۶ | گرم ماسالا         | هفتمین جوایز آی‌اف‌ای                 | نامزدشده |
| ۲۰۰۶ | گرم ماسالا         | جوایز اسکرین                        | نامزدشده |
| ۲۰۰۶ | گرم ماسالا         | جوایز انتخاب مردم هند               | نامزدشده |
| ۲۰۰۷ | بابل               | پنجاه و دومین جوایز فیلم‌فیر         | نامزدشده |
| ۲۰۰۷ | بابل               | جوایز فیلم بالیوود                  | نامزدشده |
| ۲۰۰۷ | زنده               | دهمین جوایز زی سین                  | نامزدشده |
| ۲۰۰۷ | زنده               | هشتمین جوایز آی‌اف‌ای                 | نامزدشده |
| ۲۰۰۹ | دوستانه            | جوایز اسکرین                        | پیروز    |
| ۲۰۰۹ | دوستانه            | جوایز انتخاب مردم هند               | نامزدشده |
| ۲۰۰۹ | دوستانه            | جوایز استارداست                     | نامزدشده |
| ۲۰۱۰ | نیویورک            | جوایز اسکرین                        | نامزدشده |
| ۲۰۱۲ | پسران هندی         | جوایز اسکرین                        | نامزدشده |
| ۲۰۱۲ | اجبار              | جوایز اسکرین                        | نامزدشده |
| ۲۰۱۲ | اجبار              | جوایز انتخاب مردم هند               | نامزدشده |
| ۲۰۱۲ | اجبار              | جوایز استارداست                     | نامزدشده |
| ۲۰۱۲ | اجبار              | سیزدهمین جوایز زی سین               | نامزدشده |
| ۲۰۱۳ | خانه شلوغ ۲        | جوایز استارداست                     | نامزدشده |
| ۲۰۱۳ | خانه شلوغ ۲        | جوایز انتخاب مردم هند               | پیروز    |
| ۲۰۱۳ | خانه شلوغ ۲        | جوایز فیلم و تلویزیون آفریقای جنوبی | پیروز    |
| ۲۰۱۳ | ویکی اهداکننده     | شصتمین جوایز ملی فیلم               | پیروز    |
| ۲۰۱۳ | ویکی اهداکننده     | پنجاه و هشتمین جوایز فیلم‌فیر        | نامزدشده |
| ۲۰۱۴ | مسابقه ۲           | جوایز اسکرین                        | نامزدشده |
| ۲۰۱۴ | تیراندازی در ودالا | جوایز اسکرین                        | نامزدشده |
| ۲۰۱۴ | کافه مدرس          | جوایز اسکرین                        | نامزدشده |
| ۲۰۱۴ | کافه مدرس          | جوایز اسکرین                        | نامزدشده |
| ۲۰۱۴ | کافه مدرس          | جوایز آسیاویژن                      | پیروز    |
| ۲۰۱۴ | کافه مدرس          | جوایز بیگ استار انترتینمنت          | نامزدشده |
| ۲۰۱۴ | کافه مدرس          | جوایز بیگ استار انترتینمنت          | نامزدشده |
| ۲۰۱۶ | خوش‌آمدید           | جوایز اسکرین                        | نامزدشده |
| ۲۰۱۶ | اجبار ۲            | جوایز بیگ استار انترتینمنت          | نامزدشده |
| ۲۰۲۳ | پاتان              | جوایز سبک بالیوود هانگاما           | نامزدشده |
| ۲۰۲۴ | پاتان              | جوایز زی سین                        | نامزدشده |
| ۲۰۲۴ | پاتان              | جوایز اسکرین و سبک پینکوویلا        | نامزدشده |